# Cordones serranos bonaerenses (ecosistema)

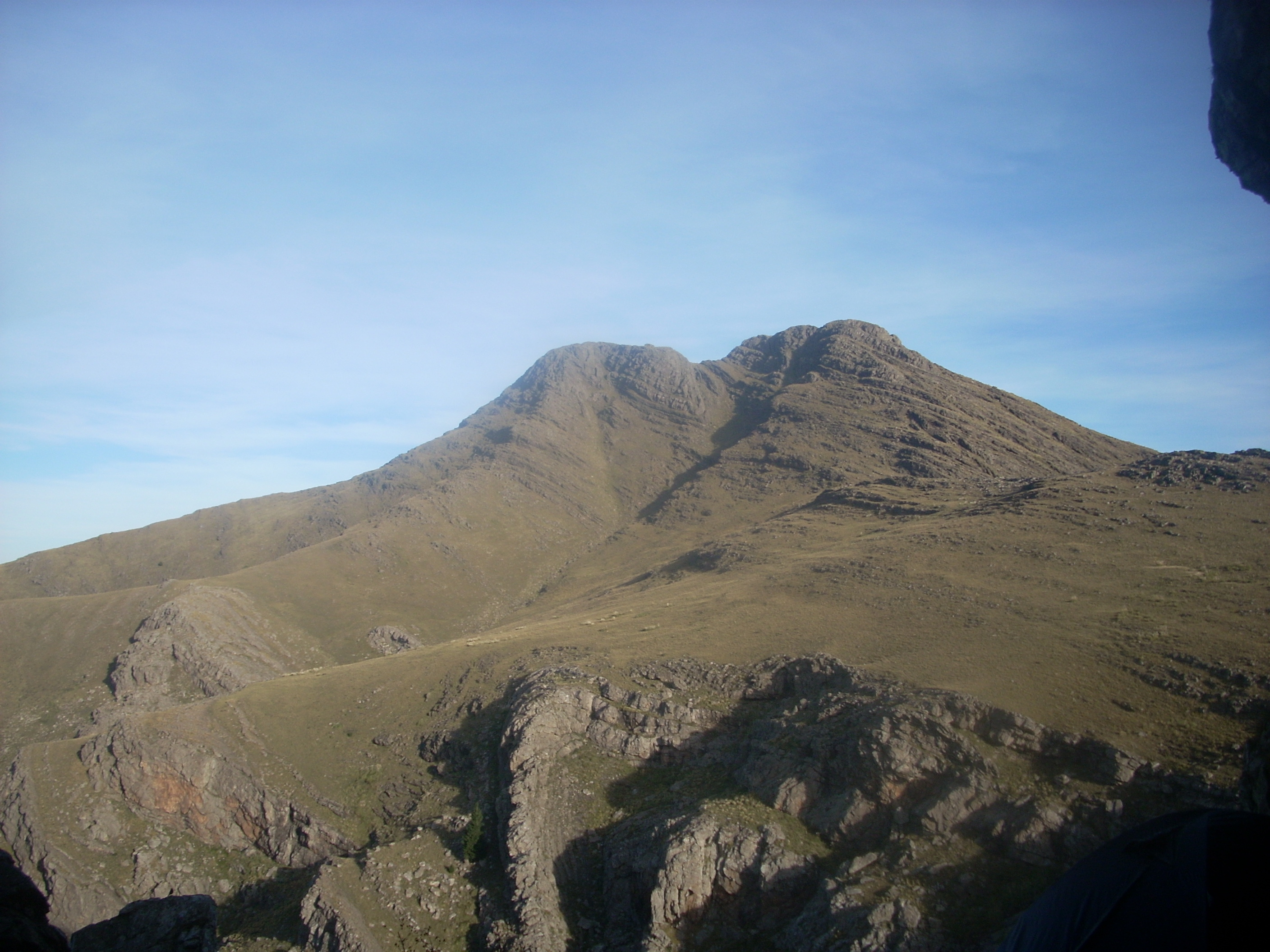
Cerro Tres Picos, con pastizal típico de la sierra de la Ventana.

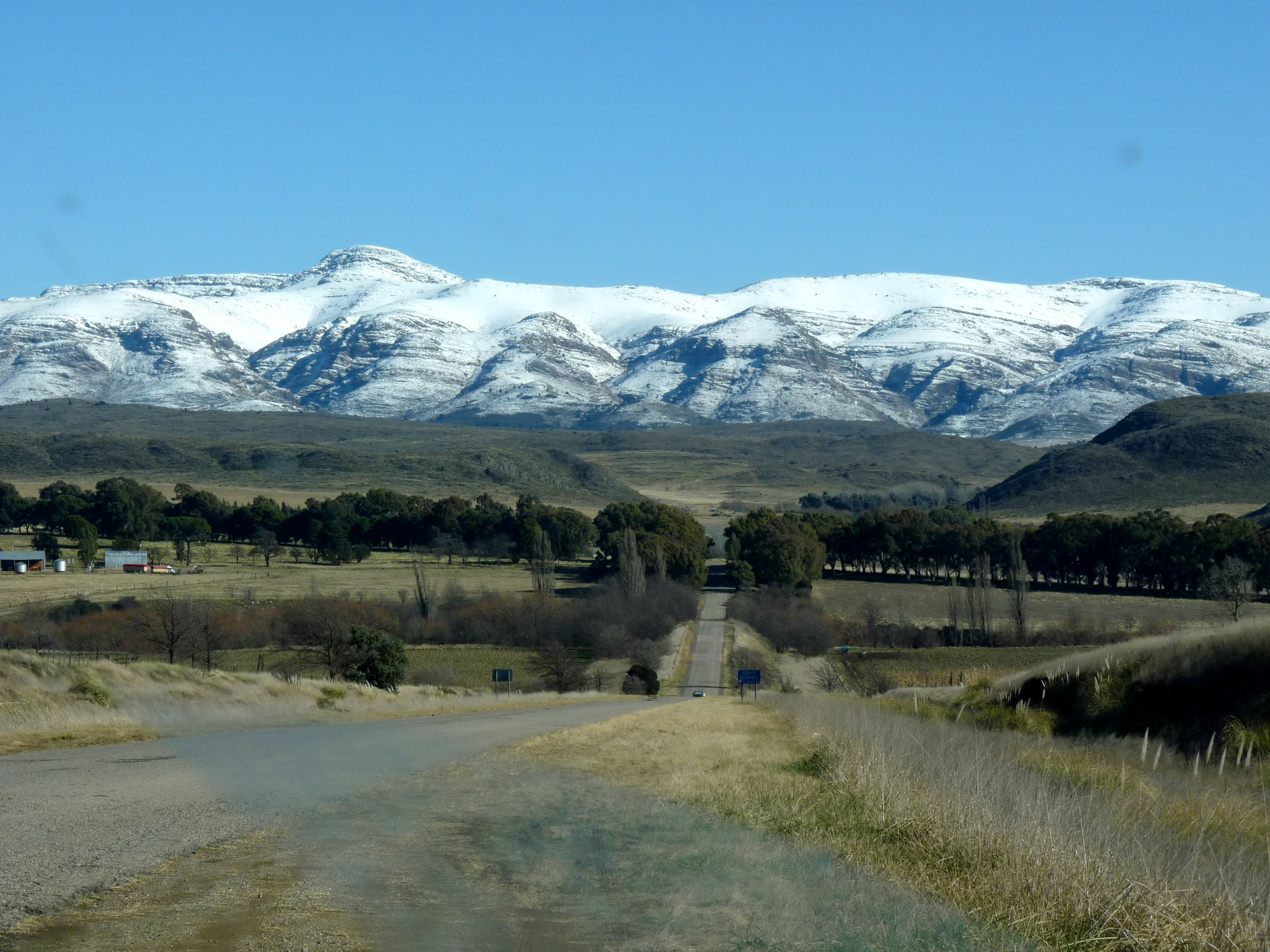
Pastizal en la sierra de la Ventana luego de una nevada.

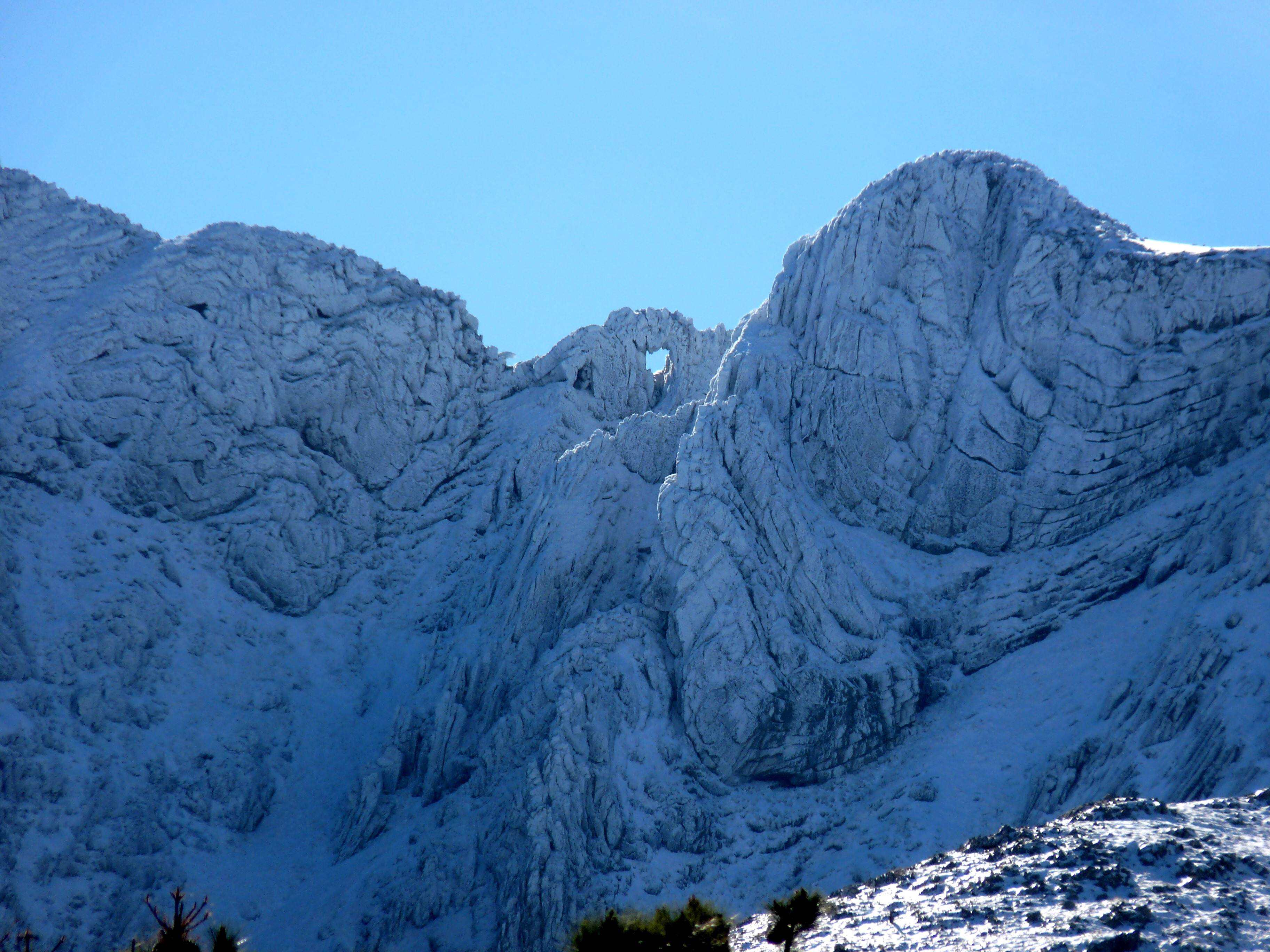
Cerro Ventana, en sus paredes abruptas próximo a su cresta escarpada se encuentra el hueco natural que le dio nombre a esta elevación y a todo el sistema.

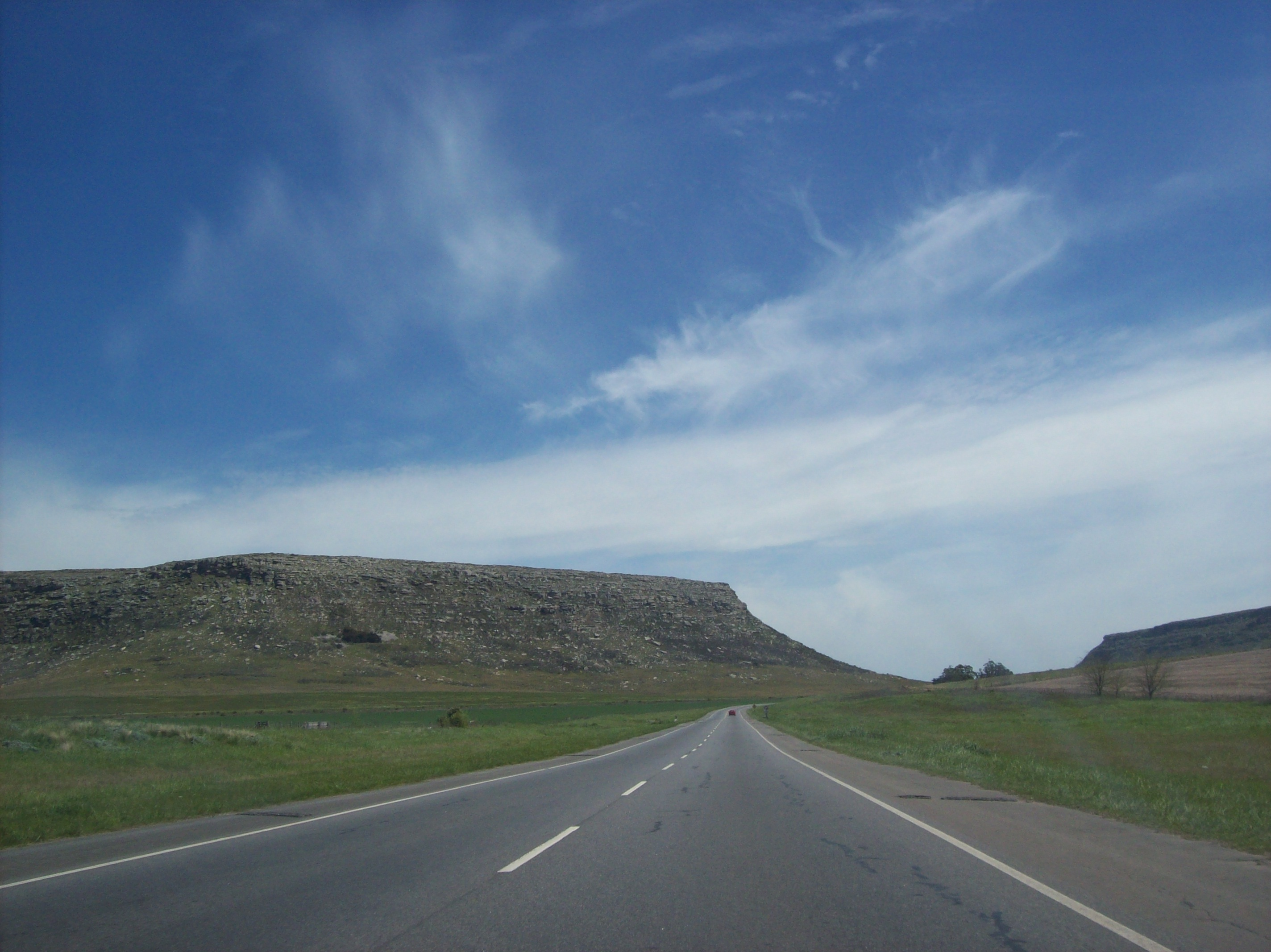
La Ruta Nacional 226 rodeada de sierras del sistema de Tandilia en el partido de Balcarce.

Los cordones serranos bonaerenses conforman un ecosistema de características propias, constituyendo un área biogeográficamente compleja al ser un centro de convergencia biótica, con una biodiversidad de flora y fauna apreciable, con variados orígenes históricos, y un importante porcentaje de endemismo. Estos biotopos rupícolas se encuentran en el centro-este de la Argentina.

## Características físicas

### Situación geográfica
Los macizos orográficos que lo conforman se distribuyen en su totalidad en el interior de la Provincia de Buenos Aires, comprendiendo dos sectores separados entre sí y que se corresponden a dos sistemas montañosos: uno se sitúa en el sudoeste y es denominado sistema de Ventania con una longitud de 170 km. El otro es el sistema de Tandilia, el cual desde el centro de la provincia forma una cuña con rumbo sudeste a lo largo de más de 250 km, desde Olavarría, pasando por Azul, Tandil, Balcarce, y General Pueyrredón, hasta alcanzar las costas del mar Argentino del océano Atlántico en la zona donde se encuentra emplazada la ciudad de Mar del Plata. Entre ambos se extiende una llanura elevada que recibe el nombre de pampa interserrana o pampa de Juárez.

### Clima
En el sistema de Tandilia el tipo climático es el Pampeano típico, salvo en la zona que rodea a Mar del Plata, donde se encuentra el clima oceánico. En la región del sistema serrano de Ventania se presenta el clima Pampeano helador.
El clima térmico en general es templado. Las temperaturas medias anuales varían desde cerca de 15,5 °C en el norte de Tandilia hasta 14 °C en Ventania.
La modificación de los patrones climáticos como consecuencia del actual proceso de cambio climático produce en la región un aumento sostenido de las precipitaciones en las últimas décadas. Las precipitaciones se encuentran distribuidas durante todo el año, aunque son más intensas en las estaciones transicionales, siendo en general insuficientes durante el verano y escasas en el invierno. Disminuyen desde los 950 mm en el pedemonte nordeste de Tandilia hasta los 650 mm anuales aproximadamente en el pedemonte sudoeste de Ventania.
Las heladas invernales ocurren en toda la región, siendo intensas en los sectores serranos de mayor altitud. La nieve se hace presente casi todos los inviernos ventanícolas, siendo más rara en los de Tandilia.

### Relieve
La monotonía del horizonte de la llanura pampeana es bruscamente cortada por la presencia de dos cordones serranos principales, con alturas desde pocos cientos de metros hasta 1243 m s. n. m..
El primer sistema es el de Tandilia (también denominó sierras septentrionales bonaerenses), de discontinua conformación, desarrollado por cerrilladas, lomas rocosas, sierras bajas y cerros y cordones aislados, que se elevan entre 50 y 250 metros por sobre la llanura circundante. Presenta su pico culminante en el cerro La Juanita de 524 m s. n. m.
El segundo sistema es el de Ventania (también llamado sierras Australes bonaerenses), el cual constituye una unidad orográfica propia, conocida como "provincia geológica de Ventania". Lo integran numerosos cordones serranos, como las sierras de Puán, Pigüé, Bravard, Curamalal, Ventana, de Las Tunas, Pillahuincó, etc., distribuidas en los partidos de Saavedra, Coronel Suárez, Tornquist, Coronel Pringles, etc. El pico culminante es el cerro Tres Picos de 1243 m s. n. m.

### Suelos
En el pedemonte de las sierras, bajo una delgada capa fértil, existe una gruesa capa de tosca o calcáreo. En los cordones serranos se encuentran suelos esqueléticos, de rocas cristalinas o areniscas.

## Características biológicas

### Origen y características generales
Su biocenosis es una amalgama integrada por elementos endémicos, más otros que las relacionan a ambientes lejanos, desde el monte blanco y los talares del nordeste bonaerense, las sierras del Uruguay y de la mitad sur del estado brasileño de Río Grande del Sur, hasta las sierras de Córdoba (en la provincia homónima y en la de San Luis), las sierras del centro-sur de la provincia de La Pampa e incluso a los bosques de la Patagonia andina.
Según la teoría de los refugios pleistocénicos causados por las glaciaciones y los grandes cambios terciarios (orogénesis, clima, transgresiones marinas), se concluye que sus componentes arribaron a ellas a través de la migración a distancia desde las áreas subtropicales del noroeste y noreste, y desde los bosques templados australes. Se considera una entrada más reciente para los taxones australes, empleando refugios pampeano-patagónicos, mientras que posee una mayor antigüedad la llegada de los taxones de origen andino y austrobrasileño, dispersándose a lo largo de las rutas serranas. En estas últimas, Tandilia y Ventania operarían como estaciones intermedias del corredor constituido por el arco Peripampásico Serrano, para las migraciones entre las comunidades florísticas Andino-Pampeana y las floras Australantártica y Austrobrasileña, áreas de integración de elementos bióticos con variadas distribuciones e historias biogeográficas.
Al estar los biotopos serranos rodeado por cientos de kilómetros de ecosistemas de llanuras edáficamente distintos, biológicamente constituyen “islas orográficas o continentales” de las cuales las especies petrofíticas no pueden escapar. Sus características topográficas producen multitud de hábitats diversos: laderas de umbría o solana, sectores siempre empapados de humedad gracias a chorrillos y manantiales, grandes bloques que ofrecen guaridas y lugares para poder reproducirse, grutas, paredes verticales, gargantas, etc. Esto favorece la diversidad y la especiación.
Los dos cordones poseen características que los relacionan, pero al estar separados por una lonja de llanura pampeana —de suelos loésicos, carentes totalmente de elementos líticos y en altitud próxima al nivel marino—, han desarrollado una biota con algunas particulares características propias. A su vez, la posición espacial de cada uno les otorga una influencia distinta con respecto a las regiones vecinas, con mayores elementos patagónicos, andinos y del noroeste en Ventania y mayores componentes uruguayenses y del nordeste bonaerense en Tandilia. También influye la altitud y pluviosidad, siendo en Tandilia menor la altitud pero mayor la pluviosidad (lo que favorece a las especies litorales y uruguayenses), mientras que en Ventania ocurre lo inverso, generando un ambiente más adecuado a las especies patagónicas.

### Asignaciones ecorregionales

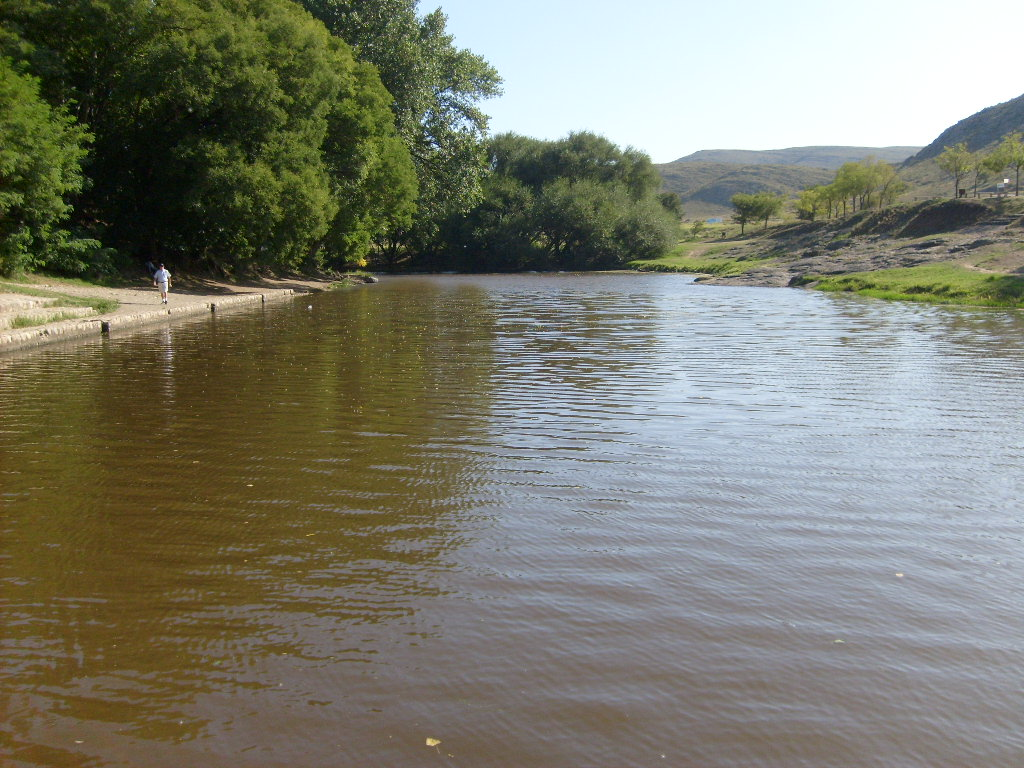
El río Sauce Grande en la sierra de la Ventana; ecorregión de agua dulce drenajes bonaerenses.

Ecorregionalmente su superficie emergida pertenece a dos ecorregiones terrestres: pampas húmedas (corresponde la totalidad de Tandilia) y pampas semiáridas (en el caso de Ventania).
La totalidad de los arroyos que bajan de las laderas serranas, tanto hacia el norte como en dirección al sur, se insertan en la ecorregión de agua dulce drenajes bonaerenses.

### Fauna

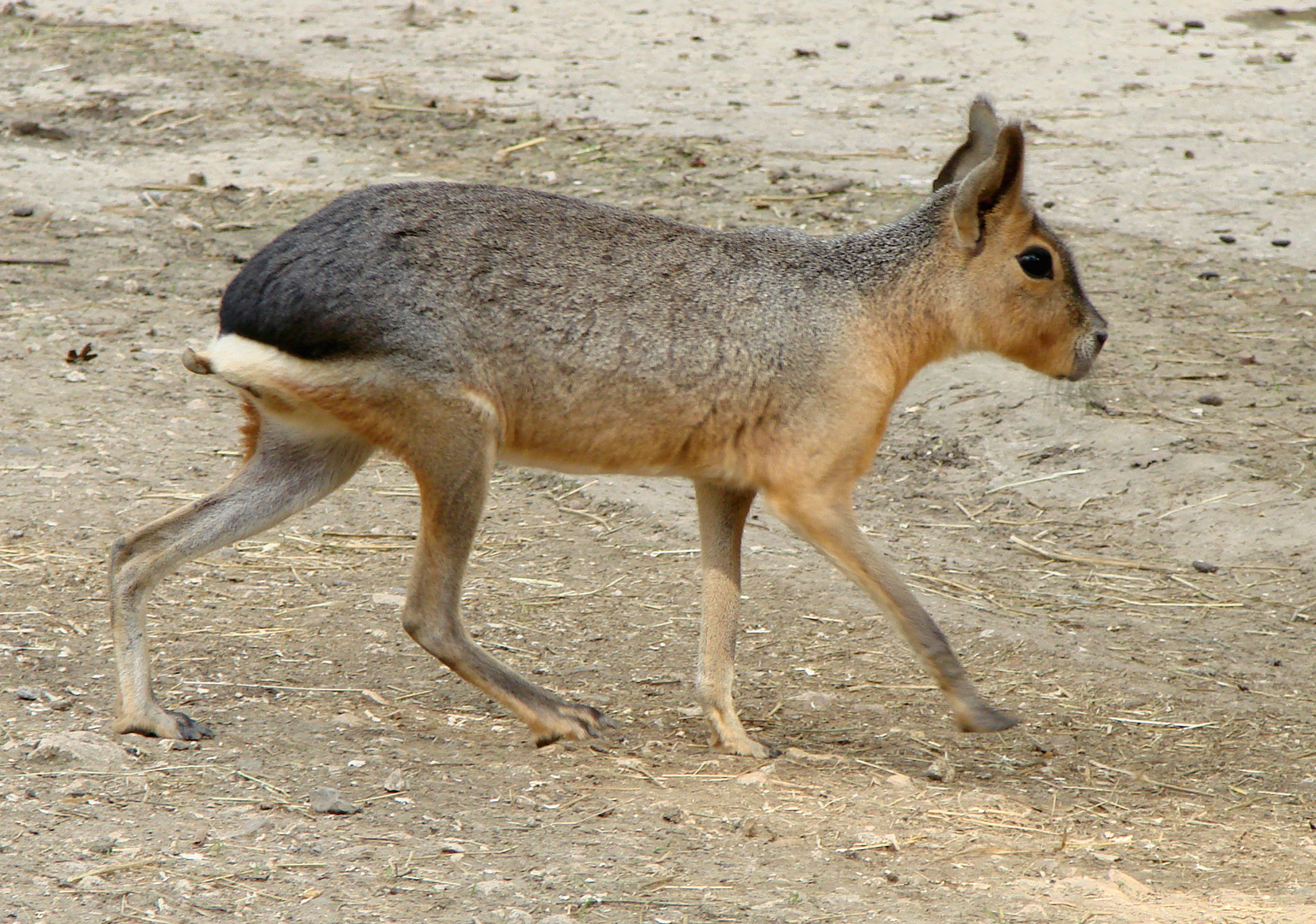
Antiguamente la mara era una especie común en estas sierras pero la caza desmedida y las transformaciones del hábitat la han eliminado casi completamente.

#### Mamíferos
De las especies mastozoológicas que en estas sierras antaño eran comunes varias de ellas se encuentran hoy extintas o muy amenazadas, por ejemplo el yaguareté austral (Panthera onca palustris) —hoy extinto en todo el centro y sur del país—, el puma pampeano (Puma concolor cabrerae) —extinto en Tandilia, relictual en Ventania—, el guanaco austral (Lama guanicoe guanicoe) —también extinto en Tandilia, relictual en Ventania—, la mara —extinta en Tandilia, relictual en Ventania occidental—, la vizcacha (Lagostomus maximus) —extinta en Tandilia, escasa en Ventania—, el venado de las pampas argentinas (Ozotoceros bezoarticus celer) —otrora abundante, hoy extinto en todas las sierras—, etc.
Son aún espectables el gato montés (Leopardus geoffroyi), el gato de los pajonales (Leopardus pajeros), el zorro pampa (Lycalopex gymnocercus), el zorrino (Conepatus chinga), el hurón mediano (Galictis cuja), la comadreja overa (Didelphis albiventris), las especies de la familia Dasypodidae: la mulita (Dasypus hybridus) y el peludo (Chaetophractus villosus), el cuis pampeano (Cavia aperea), la nutria roedora (Myocastor coypus), el carpincho (Hydrochoerus hydrochaeris), roedores pequeños, etc. Un mamíferos es endémico de Ventania, el pequeño roedor pericote bonaerense (Phyllotis bonariensis).

#### Aves

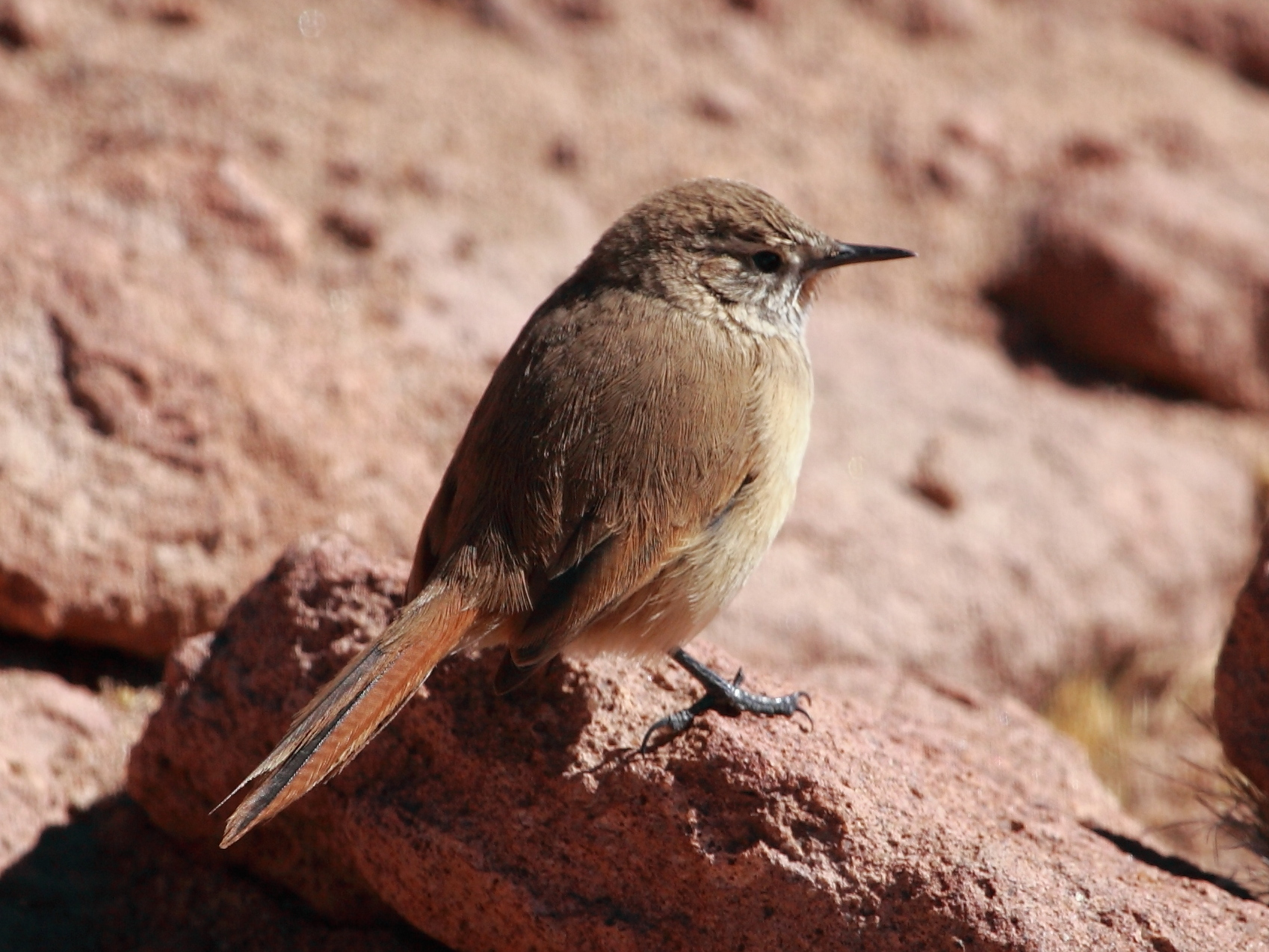
El canastero pálido posee en Ventania una población aislada de otras de su especie.

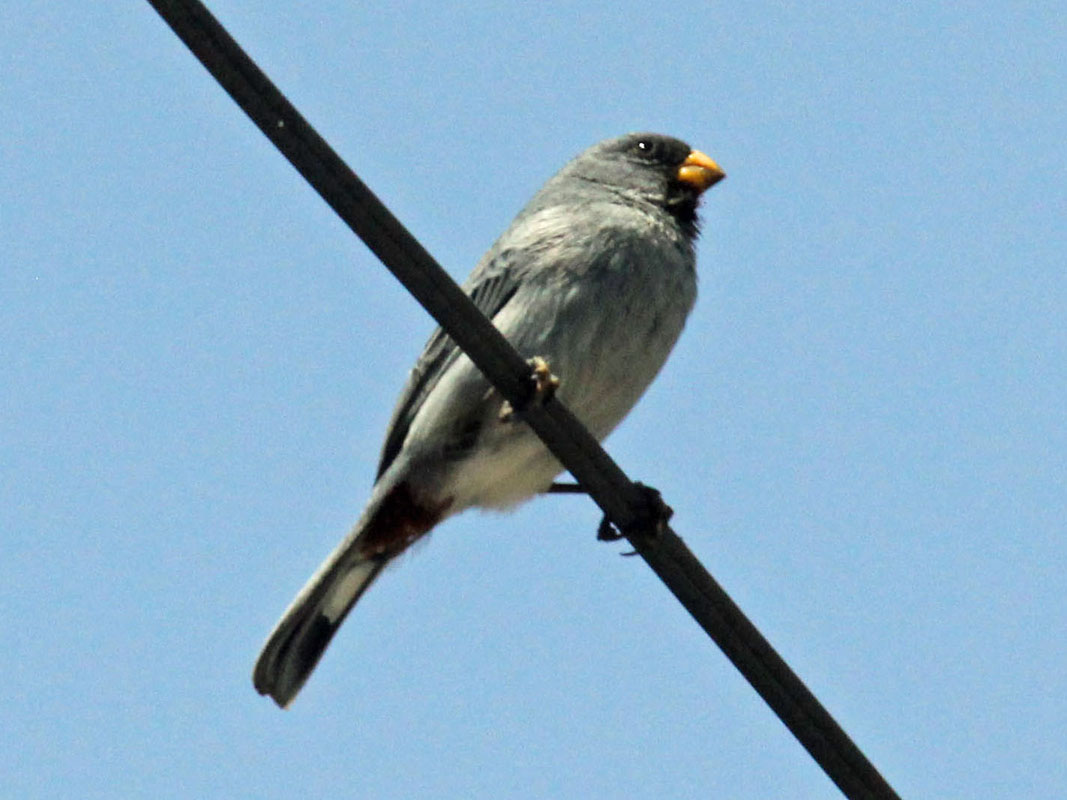
El piquito de oro común posee en Ventania una población aislada de otras de su especie.

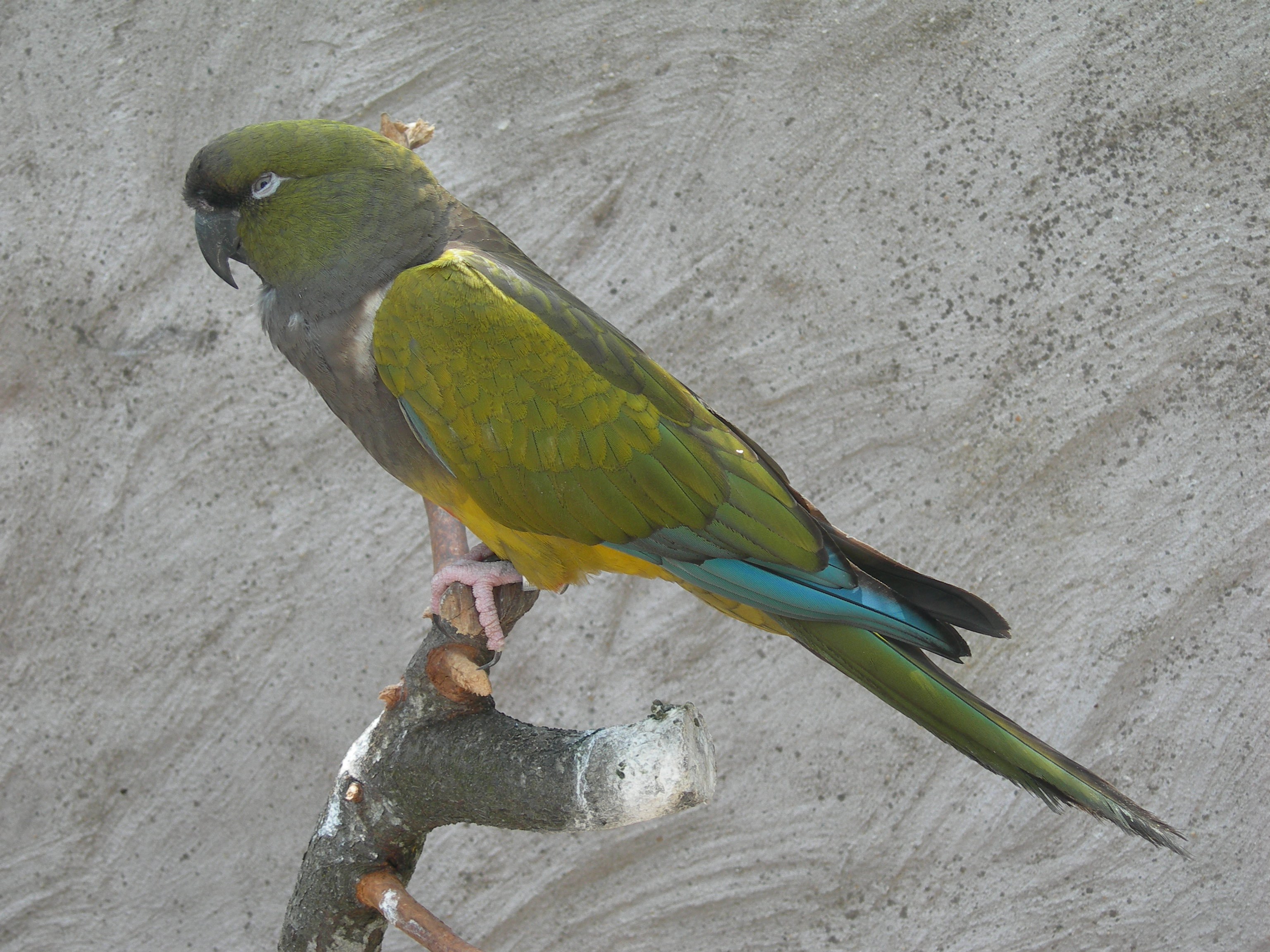
El loro barranquero patagónico nidificaba en barrancas de ambos sistemas serranos; hoy solo lo hace en Ventania.

Las aves pampeanas encuentran en los pastizales serranos un hábitat adecuado donde sobrevivir a la destrucción perpetrada en la llanura por la agricultura y la ganadería intensiva.
Entre las especies ornitológicas características, las poblaciones de muchos taxones que habitaban en estas sierras se encuentran extintas o muy amenazadas, por ejemplo la loica pampeana (Sturnella defilippii) —otrora abundante hoy muy rara y solo en Ventania—, el ñandú (Rhea americana) —cada vez más raro—, el cauquén colorado (Chloephaga rubidiceps) —visitante invernal seriamente amenazado—, la martineta colorada (Rhynchotus rufescens) —recuperándose—, la martineta copetona (Eudromia elegans) —recuperándose—,la perdiz chica (Nothura maculosa) —afectada por agroquímicos— y el águila coronada (Harpyhaliaetus coronatus) —con observaciones en la segunda década del siglo XXI—.
Entre las otras aves serranas, en su mayoría más espectables, se encuentran la calandria grande, la calandria mora —en invierno—, el zorzal patagónico, el loro barranquero patagónico —antiguamente abundante en ambos sistemas, hoy nidifica solo en Ventania—, varias rapaces como el águila mora y los halcones  peregrino, el aplomado y colorado; pequeñas aves como el misto, el tachurí canela, los cachilos ceja amarilla y canela —este en Tandilia—, el verdón, el dragón o pecho amarillo, la ratona aperdizada, las cachirlas común y de uña corta, el pico de plata, el chingolo, la loica común, el pecho colorado, etc.
Un grupo de aves de estos cordones orográficos (particularmente en los de Ventania) se destaca por presentar allí poblaciones serranas aisladas de otras poblaciones de las mismas especies, en algunos casos por cerca de mil kilómetros, lo que podría haber originado diferenciaciones taxonómicas a nivel subespecífico o específico, si bien aún no hay estudios al respecto. Estas aves son: el canastero pálido, el gaucho serrano, el piquito de oro común y en especial el jilguero grande, el cual aquí exhibe una coloración particular, lo que ha llevado a proponerlo como una especie endémica: Sicalis holmbergi.

#### Anfibios

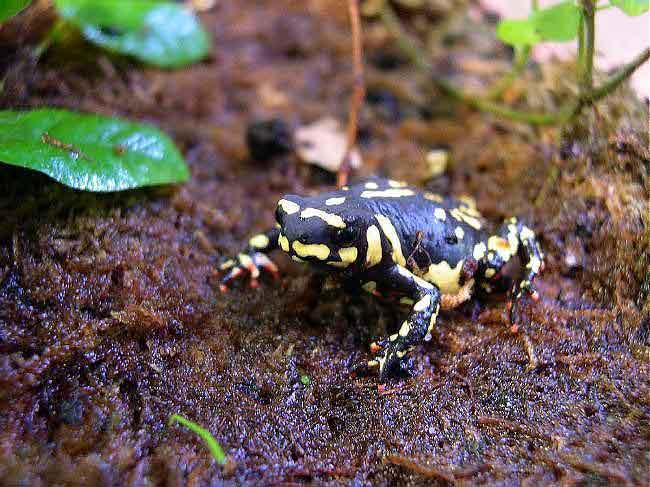
Sapito panza roja o de las sierras (Melanophryniscus sp.), un anfibio característico de estas sierras.

Entre los anfibios destacan poblaciones del sapito panza roja o de las sierras (Melanophryniscus stelzneri) especie endémica de la Argentina la cual posee una subespecie aún no descrita para la ciencia en las sierras bonaerenses, enormemente aislada de la más próxima (la de las sierras de Córdoba). Exhibe una curiosa coloración de fondo negra sobre la que se encuentra salpicada vivas manchas dorsales amarillas y ventrales rojas. Este atractivo patrón cromático lo hace ser una especie buscada para abastecer el comercio de anfibios vivos para terrarios.

#### Reptiles
Entre los reptiles se encuentran numerosos ofidios (13 especies) contando con la presencia de algunos peligrosos para el ser humano, como las yararáes grande y ñata.
Para Ventania destaca una serpiente endémica (Lygophis elegantissimus) y algunos saurios saxícolas también endémicos, como el lagarto de cobre de Ventana (Pristidactylus casuhatiensis) (la que está amenazada al sufrir aplastamientos por vehículos al intentar cruzar caminos y por ser pisadas de caballos y vacas) y el gecko de Ventana (Homonota williamsii) La población de la sierra de Balcarce antes de la descripción de la anterior era citada como Homonota borellii, por lo que ahora falta definir su asignación específica. El sistema de Tandilia cuenta con dos saurios endémicos: Liolaemus tandiliensis y L. absconditus.

#### Invertebrados
Artrópodos

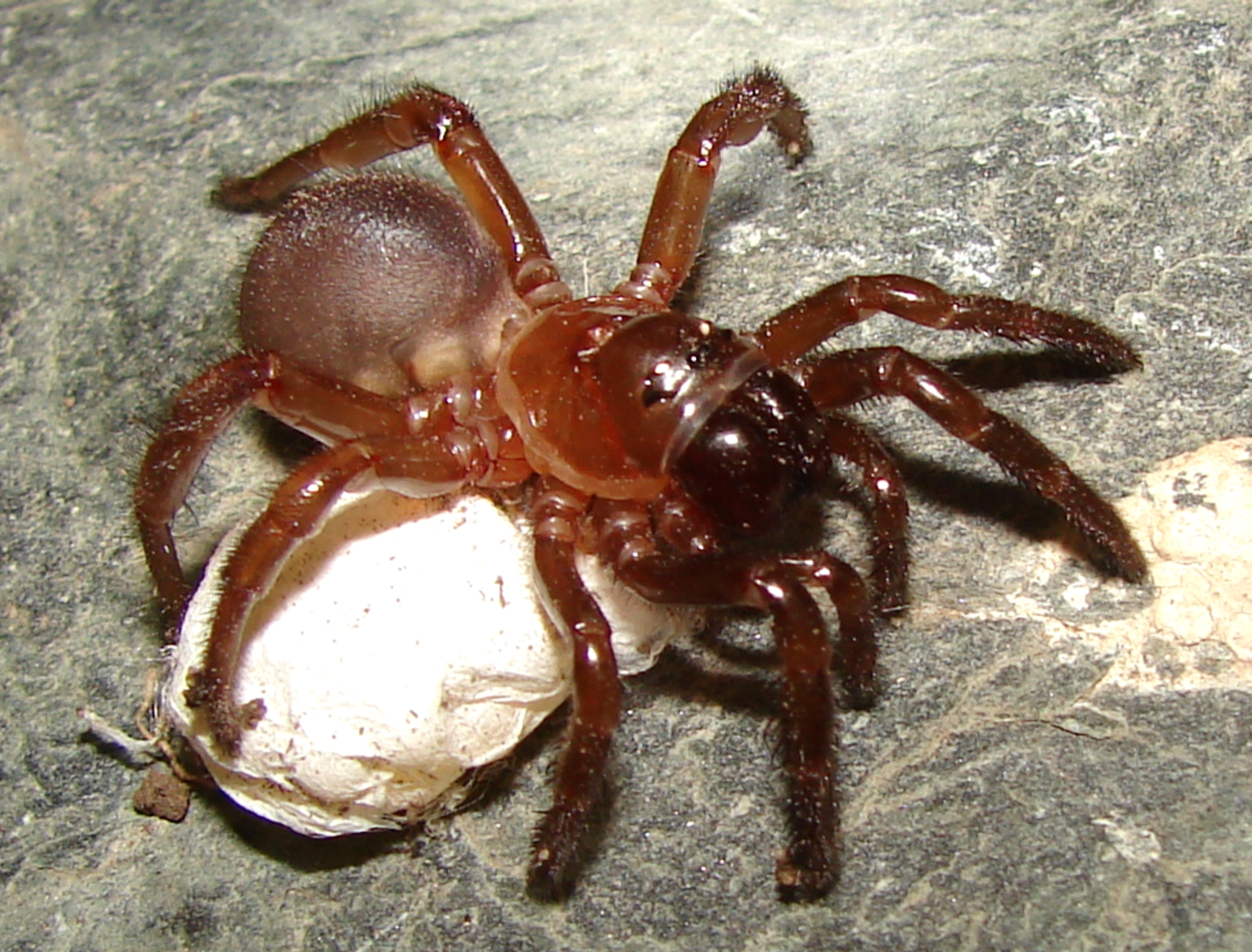
Hembra de la araña albañil Calathotarsus simoni, endémica de Ventania.

Si bien aún falta prospectar más intensamente, ya se han descrito numerosas especies endémicas de los cordones serranos bonaerenses. En arácnidos, el género Mecicobothrium es endémico de ambos sistemas). Son también endémicas de estas sierras las dos únicas arañas mígidas que habitan en la Argentina; ambas pertenecen al género Calathotarsus, contando cada uno de los dos sistemas con su especie exclusiva: C. simoni en Ventania y C. fangioi en Tandilia. Entre otros arácnidos que habitan las sierras se encuentran escorpiones (7 especies, con endemismos como Bothriurus voyatii en Ventania y Urophonius iheringi y Urophonius mahuidensis en ambos sistemas), y opiliones (con importantes conexiones con las sierras uruguayas, y puntano-cordobesas).
También hay endemismos en coleópteros, colémbolos, hemípteros, crustáceos (por ejemplo el género Yacana, endémico de Ventania), etc.
La lepidopterofauna de estas sierras es bastante homogénea, no presentando grandes diferencias entre la existente en la base de los cordones y la de las cumbres de los picos más altos. En el ecosistema del pastizal serrano encontramos mariposas de distribución restringida, entre las que se encuentran Audre susanae (Audre notialis), Namuncuraia mansosotoi y Etcheverrius tandilensis, que solo vuela en ambos sistemas bonaerenses y sierras de La Pampa.
Moluscos

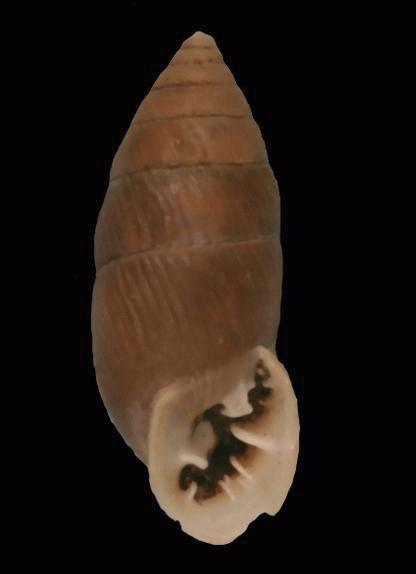
Plagiodontes rocae uno de los caracoles endémicos de las sierras de Ventania.

El hábitat rupícola de las sierras de Ventania presenta varios endemismos de moluscos gastrópodos terrestres pulmonados de la familia de los odontostómidos, como Ventania avellanedae (género monotípico endémico), y dos especies de Plagiodontes: P. rocae y P. patagonicus (este último con algunas poblaciones también en la llanura entre Ventania y el litoral de la bahía Blanca). También se encuentra presente un representante de la familia de los charópidos, Zilchogyra franzi, descrito con base en un único ejemplar holotipo hallado en la zona en el año 1965, dándose nuevos registros a posteriori entre los años 2002 y 2006.

### Flora

#### Fitogeografía
Fitogeográficamente está adscripta al distrito fitogeográfico pampeano austral de la provincia fitogeográfica pampeana, una de las secciones en que se divide el dominio fitogeográfico chaqueño, la que cubre las llanuras orientales del Cono Sur americano.
Estos sistemas serranos se corresponden con lo que antaño se denominó distrito fitogeográfico pampeano petrofítico, es decir, el relacionado con los relieves positivos con abundancia de áreas rocosas.

#### Comunidades principales
Este ecosistema se caracteriza por presentar una total ausencia de especies arbóreas. Las leñosas se limitan a los arbustos, pequeños y mayores, pero generalmente dispersos, acompañados por sufrútices. Las poáceas son dominantes, y están acompañadas por otras herbáceas. La mayor parte de los componentes tienen características de xerofilia. En el sistema Ventania se han identificado más de 600 especies de plantas vasculares, de ellas 150 especies son endemismos argentinos y una parte importante son endemismos ventanícolas.
En ausencia de pastoreo, la comunidad climáxica es una estepa graminosa denominada “flechillar” con predominio de los géneros Piptochaetium (P. montevidense y P. stipoides), Nasella (N. trichotoma, N. neesiana y N. clarazii) y Stipa (S. ambigua), que se presenta con una altura de unos 50 o 60 cm. Acompañan entre otras Hordeum parodii y Bromus catharticus .
Las márgenes inundables de los arroyos serranos los valles y las planicies aluviales poseen altos pajonales de paja colorada (Paspalum quadrifarium) y cortadera o plumerillo (Cortaderia selloana), acompañados por la carda (Eryngium elegans).
La vegetación de estas sierras se diferencia de la estepa pampeana que la rodea por el mayor porte y variedad de hemicriptófitos cespitosos, por la presencia de leñosas y de representantes de algunas familias características de América del Sur, por ejemplo las Orchidaceae, Bromeliaceae y Cactaceae. Destacan comunidades de suelos serranos (Piptochaetium hackelii y Stipa filiculmis) y casmófitas (como Mimosa rocae y Plantago bismarckii).
En el área periserrana (muy destruida por la agricultura) y en el piedemonte dominaban pastizales de Piptochaetium napostaense, Stipa, Paspalum exaltatum, Pavonia cymbalaria, etc. A media altura son dominantes Piptochaetium napostaense y Sorghastrum pellitum. En las alturas de Ventania Festuca ventanicola domina en densos pastizales.
En las áreas serranas bonaerenses crecen 24 géneros y 37 taxones de flora pteridofítica, aunque no presenta endemismos. En cuanto a las Asteraceae, en el sistema de Ventania se han detectado entre nativas y adventicias 133 especies, de las cuales casi el 9 % son endemismos de ese cordón serrano. Algunas plantas serranas, entre ellas Senecio pulcher, poseen potencial ornamental.

#### Comunidades edáficas

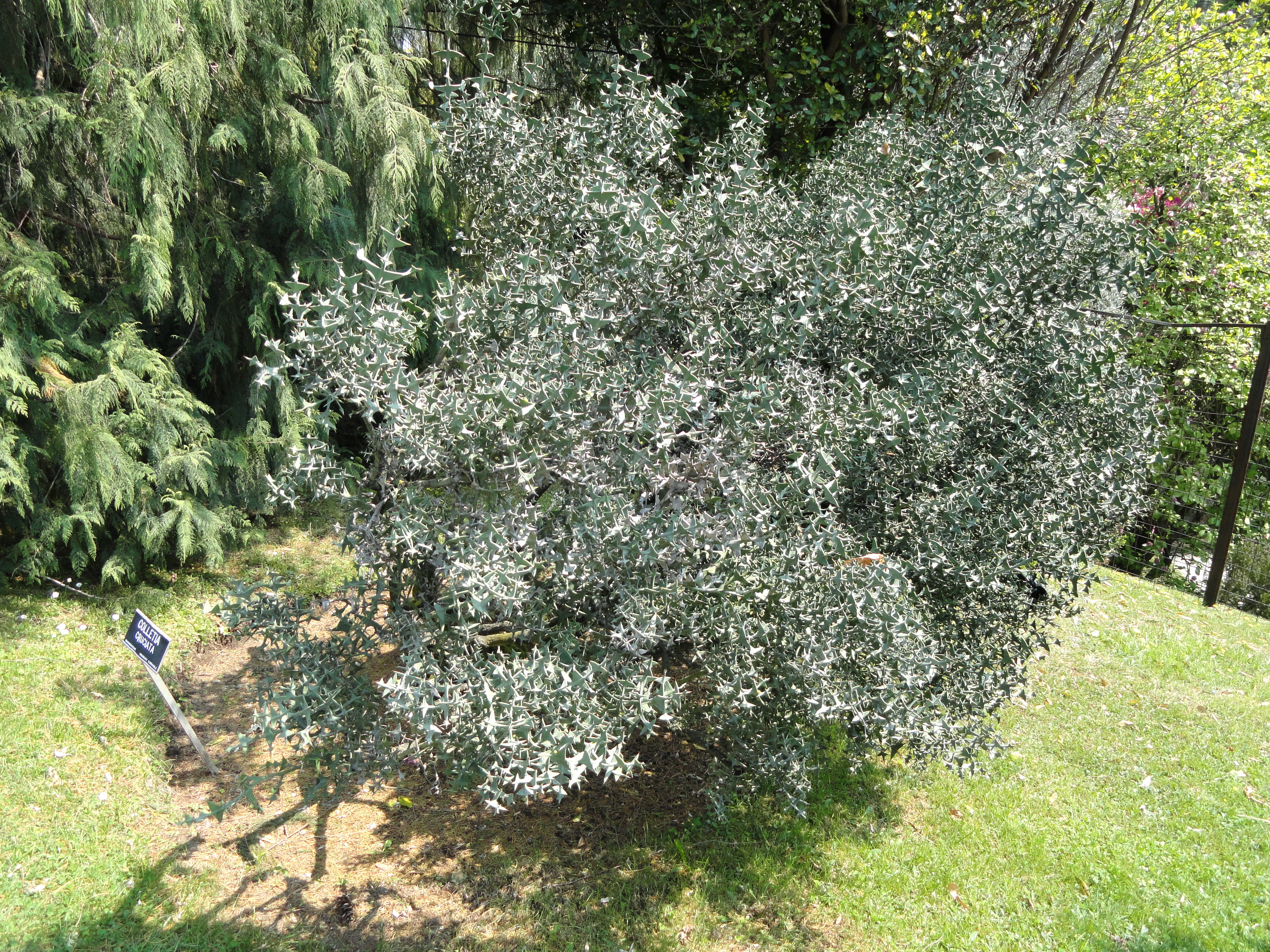
El curro es un intrincado y espinoso arbusto de 2 a 4 metros de alto muy importante en el sector oriental de Tandilia.

Se presentan algunas comunidades edáficas o serales.
Pajonales de paja colorada
Se ubican en sectores inundables y en laderas húmedas de los cordones serranos. La especie dominante es la paja colorada (Paspalum quadrifarium).
Matorrales de curro
Conocidos localmente como “currales”, se ubicaban en el sector oriental de Tandilia, en los suelos más adecuados para el cultivo de la papa, por lo que han sufrido su total reconversión, perdiéndose en su totalidad esta comunidad, incluso en una reserva creada específicamente para su conservación, junto a la laguna de los Padres. Se conservan fotografías y estudios florísticos efectuados en los relictos que aún se mantenían en pie.
La especie dominante era el curro (Colletia paradoxa), un intrincado y espinoso arbusto de 2 a 4 metros de alto con ramaje que llegaba hasta el piso. Lo acompañaban el duraznillo negro (Cestrum parqui), Dodonaea viscosa, Baccharis coridifolia, Buddleja thyrsoides, etc. Entre los arbustos, se presenta un pastizal de Stipa caudata, Poa bonariensis, etc.
Matorrales de chilca
Cubre a la manera de faja las laderas de los cordones serranos del sistema de Tandilia, desde Olavarría, pasando por Azul, Tandil, Balcarce, concluyendo en Mar del Plata.
Dominan los arbustos, entre los que se encuentran las chilcas (Baccharis tandilensis, Baccharis articulata, Baccharis coridifolia y Baccharis dracunculifolia), la brusquilla (Discaria longispina), Mimosa tandilensis, Senecio bravensis, Grindelia buphthalmoides, etc.
Acompañan también algunas gramíneas, hierbas, y sufrúctices: Senecio pulcher, Plantago brasiliensis var. tandilensis, Grindelia chiloensis, Sommerfeldtia spinulosa, Achyrocline satureioides, Nassella neesiana, Stipa latissimifolia, Stipa juncoides, Poa iridifolia, Blechnum auriculatum, Polystichum mohrioides, etc.
Matorrales de brusquilla
Es característico de laderas del sistema de Ventania. Es una formación arbustiva dominada por la brusquilla (Discaria longispina). Las ramas y rocas están cubiertas por líquenes, entre los que destacan Usnea hieronymi, y las especies del género Caloplaca. Entre los arbustos y sufrúctices acompañantes, muchos de ellos endémicos, se encuentran las chilcas (Baccharis crispa y Baccharis articulata), Gaultheria phillyreifolia, Croton parvifolius, Wedelia buphthalmiflora, Plantago bismarckii, Senecio ventanensis, Eupatorium buniifolium, Grindelia buphthalmoides, Hysterionica pinifolia, Margyricarpus pinnatus, Mimosa rocae, etc.
En los claros o entre estos, crecen varias especies de gramíneas y otras hierbas, muchas de ellas endémicas: Melica macra, Stipa pampeana, Stipa juncoides, Poa ligularis, Poa iridifolia, Festuca ventanicola, Festuca pampeana, Adesmia pampeana, etc. En las laderas más secas destacan varios géneros de cactáceas, Senecio selloi y Poa iridifolia.
Gargantas y paredones
En ambientes protegidos, gargantas sombreadas, paredones verticales, etc. predominan los helechos de los géneros Rumohra, Adiantum, Pteris, etc.
Formaciones forestales desaparecidas
Antiguamente, algunas sierras o laderas del sistema ventanícola orientadas hacia el sudoeste (por lo tanto con menor pluviosidad) presentaban manchones boscosos xerófilos incluidos en el distrito fitogeográfico del caldén, de la provincia fitogeográfica del espinal, dentro del dominio fitogeográfico chaqueño. Estaban conformados por el caldén, el algarrobo dulce, el chañar, el sombra de toro, molles, congorosas, etc. Estos bosques relictuales fueron mayormente destruidos para utilizar su madera como leña, naturalmente escasa en la zona.
El sistema de Tandilia también presentaba sectores boscosos por lo menos desde la transición Pleistoceno–Holoceno (10 672 años AP) así como también en el Holoceno medio, bajo condiciones xerofíticas y, probablemente, más frías que las actuales. Estos bosques se corresponden con el subdistrito fitogeográfico del tala, subvariante del distrito fitogeográfico del algarrobo, perteneciente a la provincia fitogeográfica del espinal. Incluye formaciones de bosques xeromórficos subclimáxicos dominados por una especie arbórea generalmente de modesta altura: el tala (Celtis tala). Estos bosques hoy apenas intrusan el sector más oriental de Tandilia, en las lomas que bordean a la laguna de los Padres. Los talares de Tandilia eran utilizados por los aborígenes como leña, lo cual, sumado a los efectos que habrían tenido los repetidos incendios antrópicos, podrían ser causales de la retracción que esta comunidad forestal ha tenido hasta el presente en estos cordones serranos.

#### Endemismos florísticos
Endemismos florísticos de ambos sistemas serranos bonaerenses
Algunas especies de plantas solo habitan en ambos sistemas serranos bonaerenses. Entre ellas se encuentran: Poaceae (Poa iridifolia), Asteraceae (Hieracium burkartii), Fabaceae (Astragalus argentinus, Mimosa rocae), Solanaceae (Nierembergia tandilensis), Iridaceae (Olsynium filifolium, Cypella herbertii subsp. wolffhuegelii).
Endemismos florísticos de Tandilia
Entre las especies vegetales que solo habitan en el sistema de Tandilia se encuentran: Bromeliaceae (Dyckia remotiflora var. tandilensis, Tillandsia bergeri), Fabaceae (Adesmia bonariensis), Plantaginaceae (Plantago tandilensis), Asteraceae (Hieracium tandilensis, Baccharis tandilensis, Senecio tandilensis, Senecio bravensis).
Endemismos florísticos de Ventania
Entre las especies vegetales que solo habitan en el sistema de Ventania se encuentran:  Poaceae (Piptochaetium calvescens, Bromus bonariensis, Festuca ventanicola, Koeleria ventanicola, Stipa ventanicola, Poa iridifolia, Nassella curamalalensis, Nassella ventanicola), Brassicaceae (Sisymbrium ventanense, Rorippa ventanensis, Mostacillastrum ventanense), Asteraceae (Hieracium chacoense, Grindelia ventanensis, Senecio leucopeplus, Senecio ventanensis), Euphorbiaceae (Euphorbia caespitosa), Fabaceae (Adesmia pampeana, Adesmia pseudogrisea), Cactaceae (Gymnocalycium platense), Iridaceae (Olsynium junceum), Oxalidaceae (Oxalis gracillima), Plantaginaceae (Plantago bismarckii), Polygaceae (Polygala ventanensis), Adiantaceae (Adiantum thalictroides).
Endemismos florísticos en la Argentina de las sierras bonaerenses
Hay un grupo de especies que si bien no son endémicas de estos cordones orográficos (ya que también habitan en sierras del Uruguay y otras hasta el sur del Brasil) sí lo son en lo que respecta a la Argentina, al limitarse a estas sierras su distribución en ese país.
Entre otras, se pueden mencionar a Pavonia cymbalaria, al curro (Colletia paradoxa), etc.

## Conservación
Dada la fertilidad del terreno, la mayor parte de las áreas de pedemonte fue despejada de rocas y destinada a la agricultura intensiva. Las áreas con mayor cobertura rocosa son utilizadas como zonas para el pastoreo de ganado desde hace alrededor de 150 años.
Al ser estos sectores agropecuariamente más marginales, han sido comparativamente menos modificados y conservan aún porciones con vegetación prístina, en relictos que mantienen fielmente la vegetación pampeana original.
Un problema grave lo constituyen la presencia de numerosas especies exóticas asilvestradas, desde liebres europeas y ciervos dama (en ambos cordones) hasta una población de caballos cimarrones (en Ventania). El constante pastoreo produce cambios marcados en la estructura de la comunidad del flechillar y en consecuencia, de su fauna asociada, ya que su altura normal de 50 o 60 cm pasa a convertirse en un tapiz bajo. De igual modo, especies vegetales exóticas compiten y doblegan a la vegetación nativa. Entre las que causan serios trastornos se pueden citar las retamas europeas y las acacias australianas en las sierras de Tandilia y los pinos de varias especies en las de Ventania, en especial el pino de Halepo, el pino radiata, Prunus mahaleb, Eucalyptus , Acacia, etc.
Para evitar la extinción de las especies vegetales endémicas se ha creado en el parque provincial Ernesto Tornquist el «Jardín botánico Pillahuincó», en el cual se hacen programas de reproducción ex-situ de las especies más amenazadas, para su posterior reintroducción en dicha área protegida.